# 30704 Phegeus
30704 Phegeus este o planetă minoră (asteroid), cu un diametru de 27,002 km, din Asteroid troian al lui Jupiter. A fost descoperită pe 16 octombrie 1977 la Observatorul Palomar de Cornelis Johannes van Houten și a fost numită după Phegeus⁠(d). 
Obiectul prezintă o orbită caracterizată de o semiaxă mare de 5,2373585 UAi, o excentricitate de 0,038, o înclinație de 14,90246 ° în raport cu ecliptica.